# ادیث فلنایجن
ادیث فلنایجن (به انگلیسی: Edith M. Flanigen)،(زاده ۲۸ ژانویه ۱۹۲۹)شیمیدان برجستهٔ آمریکایی است که به خاطر کارش بر روی سنتز زمرد و بعدها الک مولکولی زئولیت و اتحادیه کاربید شناخته شده است.